# عبد الله بن فيصل بن تركي الأول آل سعود
عبد الله بن فيصل بن تركي الأول بن عبد العزيز آل سعود ، (ولد عام 1945 بالقرب من طريف في منطقة الحدود الشمالية- توفي عام 2019) الابن الثاني للأمير فيصل بن تركي الأول بن عبد العزيز آل سعود ، ترأس نادي الأهلي السعودي أكثر من مرة وهو عضو شرف بارز ورئيس سابق لهيئة أعضاء الشرف، ووالدته الأميرة جوزاء بنت محمد بن غضبان بن ثامر الوجعان أمراء قبيلة الأسلم من شمر والتي لم تنجب غيره، وهو أحد أعضاء هيئة البيعة السعودية بعد وفاة أخيه الأمير تركي بن فيصل بن تركي الأول آل سعود.

## الحالة الاجتماعية

### زوجاته
- الأميرة حصة بنت خالد بن عبد العزيز آل سعود (من مواليد مكة المكرمة عام 1950، تشغل منصب عضوة مؤسسة الملك خالد الخيرية كما هي رئيسة الجمعية الخيرية الفيصلية بجدة من عام 1975 حتى عام 1990. توفيت يوم الثلاثاء 10 ذو الحجة 1431هـ الموافق 16 نوفمبر 2010 عن عمر يناهز الـ60 عامًا؛ وصلي عليها بالمسجد الحرام يوم الجمعة 13 ذو الحجة 1431 هـ).
- الأميرة العنود بنت عبد العزيز بن خالد الأحمد السديري.

### الأبناء
- الأمير فيصل بن عبد الله بن فيصل بن تركي الأول. متزوج من كريمة الأستاذ إبراهيم العواجي وله من الأبناء الأميرة ليا، والأمير خالد.
- الأمير طلال بن عبد الله بن فيصل بن تركي الأول. متزوج من الأميرة الدكتورة عهود بنت سلطان بن محمد الشهيل.[3]
- الأمير خالد بن عبد الله بن فيصل بن تركي الأول. كان متزوج من الأميرة مشاعل بنت فهد بن عبد الرحمن الدامر عام 2001 وله من الأبناء الأمير مشهور (مواليد 2003)، والأميرة هيا (مواليد 2009)، وفي عام 2015 تزوج من الأميرة العنود بنت مشعل بن محمد السديري (متوفاة).
- الأميرة سارة بنت عبد الله بن فيصل بن تركي الأول.
- الأميرة نورة بنت عبد الله بن فيصل بن تركي الأول.
- الأمير عبد العزيز بن عبد الله بن فيصل بن تركي الأول.

## وفاته
توفي عبد الله بن فيصل بن تركي الأول بن عبد العزيز آل سعود يوم الإثنين 13 جمادى الآخرة 1440 هـ الموافق 18 فبراير 2019 عن عمر يناهز 73–74 سنة، وصلي عليه يوم الثلاثاء 14 جمادى الآخرة 1440 هـ الموافق 19 فبراير 2019 بعد صلاة العصر في جامع الإمام تركي بن عبد الله في مدينة الرياض.